# Бассова протока
Бассова протока (англ. Bass Strait) — протока між Австралією і островом Тасманія, названа Метью Фліндерсом на честь англійського хірурга і дослідника Джорджа Басса. Протока сполучає Індійський океан із Тасмановим морем.
Довжина протоки 490 км, ширина 287 км, глибина 51 м. Головний порт — Мельбурн.
Острів Кінг розташований біля західного краю протоки, а острови Фюрно (острови Фліндерс, Кейп-Баррен, Кларк та інші) знаходяться у східного краю протоки. Ще одна невелика група, острови Гантер (Гантер, Три-Гаммок, Роббінс), розташована біля північно-західного краю Тасманії.
У 1960-х було відкрите родовище нафти Ґіпсленд.

## Острови
У Бассовій протоці налічують понад 50 островів, які згруповані по певних групах відповідно до їхнього географічного розташування або геологічної будови.
Західна група островів:
- Архіпелаг острова Кінг
  - Острів Кінг (King Island)
  - Новий Рік (New Year Group)
- Три-Гаммок Острів (Three Hummock Island)
- Гантер (Hunter Island)
- Роббінс (Robbins Island)

Північно-східна група островів:
- Куртіс (Curtis Group)
- Гоґан (Hogan Island)
- Куртіс (Curtis Island)
- Родондо (Rodondo Group)

Південно-східна група островів:
- Архіпелаг Острови Фюрно (Furneaux Group):
  - Кейп-Баррен (Cape Barren Island Group)
  - Баджер (Badger Island Group)
  - Острови Сестер (Sister Islands Group)